# Sasia abnormis
Il picchio nano rossiccio (Sasia abnormis Temminck, 1825) è un uccello appartenente alla famiglia Picidae diffuso nel Sudest asiatico.

## Descrizione

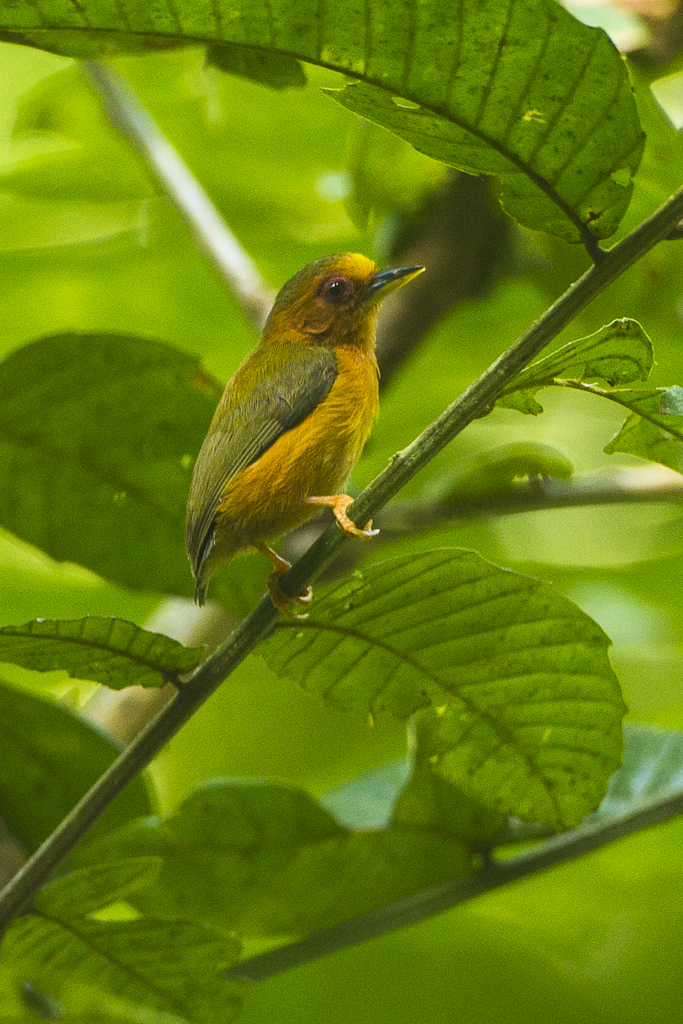

È un piccolo picchio che misura appena 10 cm di lunghezza. È dotato di zampe forti adatte ad afferrare i rami e ad arrampicarsi e presenta una coda molto corta.

## Biologia
È un uccello stanziale che si nutre di formiche e altri piccoli insetti. Reperisce il cibo sui rami del sottobosco o sulla lettiera, che scandaglia con il becco. Quando si alimenta su piante arboree ne sonda la corteccia battendovi sopra col becco, analogamente agli altri picchi. Nidifica all'interno di una cavità in un tronco.

## Distribuzione e habitat
Vive nelle foreste tropicali di Giava, Sumatra e Borneo, oltre che di altre isole minori e della Penisola malese.